# Imperialism II: Age of Exploration
Imperialism II: Age of Exploration là một trò chơi chiến lược theo lượt trên máy tính được Frog City Software phát triển và Strategic Simulations, Inc. (SSI) phát hành vào năm 1999. Nó là sự kế thừa cho trò chơi Imperialism của năm 1997. Trong Imperialism II, người chơi bắt đầu như là lãnh tụ của một quốc gia châu Âu thế kỷ 16, và phải xây dựng một đế chế, phối hợp với việc thực dân hóa châu Mỹ lúc đó mới được tìm ra.
Từ năm 2001 Ubisoft sở hữu quyền đối với nhãn hiệu Imperialism.